# Procès de Rastatt

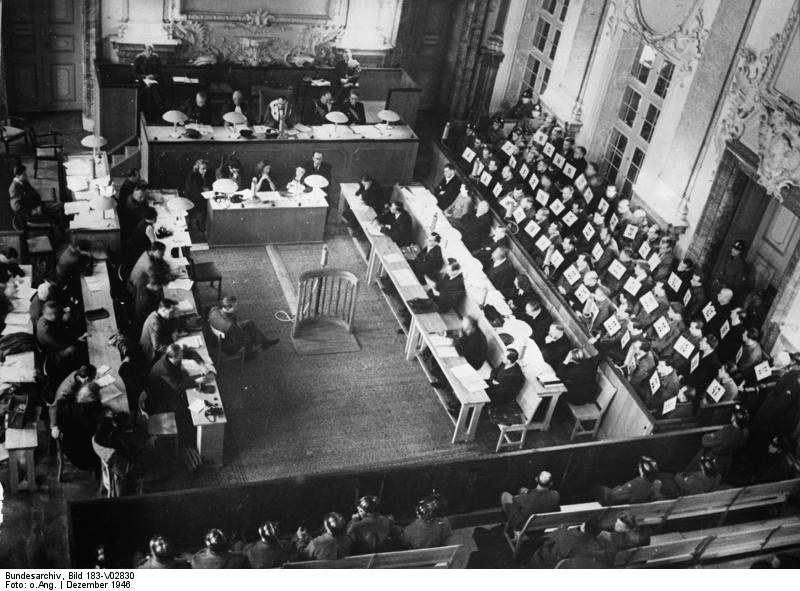
Procès de Rastatt

Les procès de Rastatt désignent plusieurs procès qui se sont tenus entre 1946 et 1949 dans la zone d'occupation française en Allemagne, dans la petite ville de Rastatt. 
Ils ont été éclipsés par le procès de Nuremberg, mais comptent parmi les plus importants menés par les Alliés.

## Historique
Après la fin de la Seconde Guerre mondiale, l'administration française met en place à Rastatt le 2 mars 1946 un tribunal sur des bases de la cour internationale de justice. 
Ce tribunal doit juger les crimes de guerre qui ont lieu durant la période nazie dans la zone d'occupation française en Allemagne ainsi qu'en Alsace. Il se tiendra jusqu'en 1949 deux-cent-trente-cinq procès devant le tribunal général au cours desquels 2130 accusations sont portées. Plus de 2 000 accusés ont été auditionnés, et plus de 200 témoins sont venus témoigner. 
Vingt et un responsables nazis y sont condamnés à mort dont les deux derniers chefs du camp du Struthof, Friedrich Hartjenstein et Heinrich Schwarz, jugés et condamnés à mort le 1er février 1947.
Le tribunal général est dissout en 1949. En trois ans et demi, il aura prononcé 105 condamnations à mort (62 exécutées) et des centaines de peines de prison. 
Malgré la volonté de publicité autour du tribunal menée par les autorités dans le cadre de la dénazification, le procès reste longtemps ignoré ou mis de côté par les historiens plus attirés par l'ampleur du procès de Nuremberg qui a lieu au même moment. Les archives n'ont pu être dépouillées qu'à la fin des années 2010, après avoir été longtemps inaccessibles. 

## Éléments de description
Le tribunal général du gouvernement militaire est inauguré en avril 1946 au château de la ville de Rastatt par tous les hauts responsables de la zone d'occupation française en Allemagne. Le service de justice du commandement militaire français organise et coordonne les procès depuis la ville de Baden-Baden.
Le procureur en chef est Joseph Granier qui avait démissionné de ses fonctions après la capitulation de la France en 1940. En 1946 il est nommé commissaire du gouvernement près le tribunal général et dirige le ministère public. Son parquet est composé de 60 membres pour l'aider à réunir les preuves. De nombreux magistrats français se sont portés volontaires et des procureurs polonais, belges et néerlandais sont aussi invités à siéger. 
Contrairement au procès de Nuremberg, les accusés de Rastatt sont de parfaits inconnus, petits fonctionnaires ou exécutants de base composant autant de minuscules rouages de la société allemande. C'est au nom de la notion introduite au procès de Dachau de « plan concerté » (« common design ») qu'est légitimée et étendue l'accusation à tous les acteurs, quel que soit leur statut ou leur niveau de responsabilité effectif. Les enquêtes menées par les autorités françaises auprès des camps aboutissent à 2 130 accusations visant l'ensemble du personnel des camps : des dirigeants aux petits employés de cuisine en passant par les secrétaires. Tous contiennent le chef d'accusation de « crime contre l'humanité » évoqué par la loi numéro 10 du conseil de contrôle interallié.
Le premier  grand procès s'ouvre à la mi-mai 1946. Le camp de Neue Bremm (près de Saarbrücken) est au centre du premier procès. Tout le personnel du camp figure sur le banc des accusés. Parmi eux Nikolaus Drokur qui avait été renvoyé du camp par la Gestapo car considéré comme trop cruel par les autorités allemandes. Au bout de dix-sept jours d'audience, les réquisitions du procureur sont de 14 condamnations à mort, toutes prononcées par le juge. Toutes les demandes de révision et de grâce sont refusées et les exécutions sous forme de fusillade ont lieu six semaines plus tard dans une clairière à proximité de Rastatt.
Le deuxième grand procès de Rastatt vise le complexe concentrationnaire du camp de Natzweiler Struthof qui a déjà été visé par le procès de Strasbourg. L'avocate de la défense est Elga Clodinger, commise d'office pour sa maitrise de la langue française et l'absence d'éléments compromettants dans son parcours. C'est son premier procès et elle n'a pas achevé ses études. Elle est chargée de la défense de 50 accusés dans ce qui est le procès le plus important du tribunal. 200 témoins internationaux sont appelés à comparaitre. Les deux derniers chefs du camp du Struthof, Friedrich Hartjenstein et Heinrich Schwarz, y sont notamment jugés et condamnés à mort le 1er février 1947.  
Un troisième grand procès concerne le camp de Rotenfels (à proximité de la ville de Gaggenau) où ont été transférés des détenus du camp de Schirmeck entre fin août et novembre 1944. Contre une rémunération de 150 000 Reichsmark par mois, les détenus sont mis à la disposition des usines Daimler-Benz par la Gestapo  et représentent un tiers du personnel à l'été 1944, soit 1 600 travailleurs forcés sur les 5 500 employés de l'usine de Gaggenau. Après deux bombardements, 700 détenus sont transférés dans la mine d'Haslach qui sert à la fois de camp et d'usine. Les conditions de vie y sont tellement horribles et indescriptibles que le tribunal décide de visiter les lieux, guidé par d'anciens détenus. Le directeur du camp de Schirmeck Karl Buck est condamné à mort. Grâce à des témoignages en sa faveur, Robert Wunsch, directeur du camp de Gaggenau-Rotenfels condamné à mort à l'issue du procès de Strasbourg, est condamné à un an de prison à Rastatt.  
En tout, 21 responsables SS sont condamnés à mort.
Les délais de communication des archives du procès ont été fixés à 100 ans puis ramenés à 70 ans. Leur dépouillement et leur étude a commencé en 2016.

## Galerie

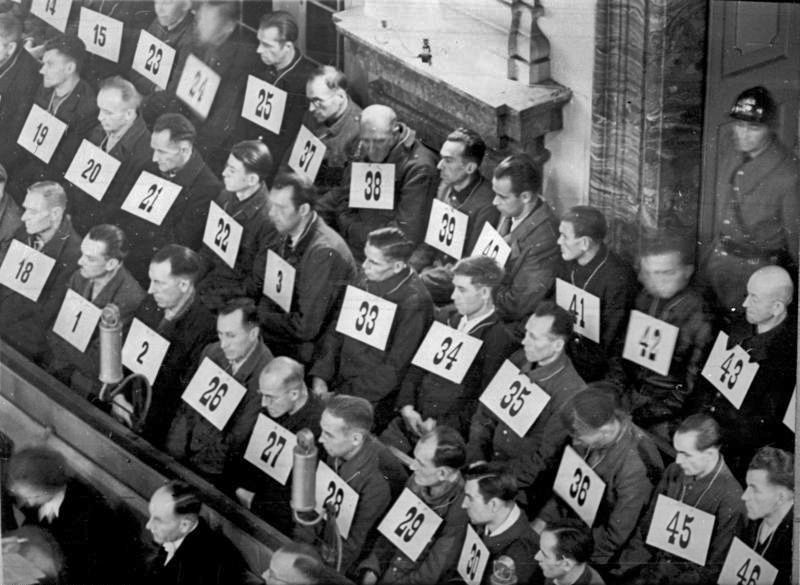
Accusés au procès de Rastatt
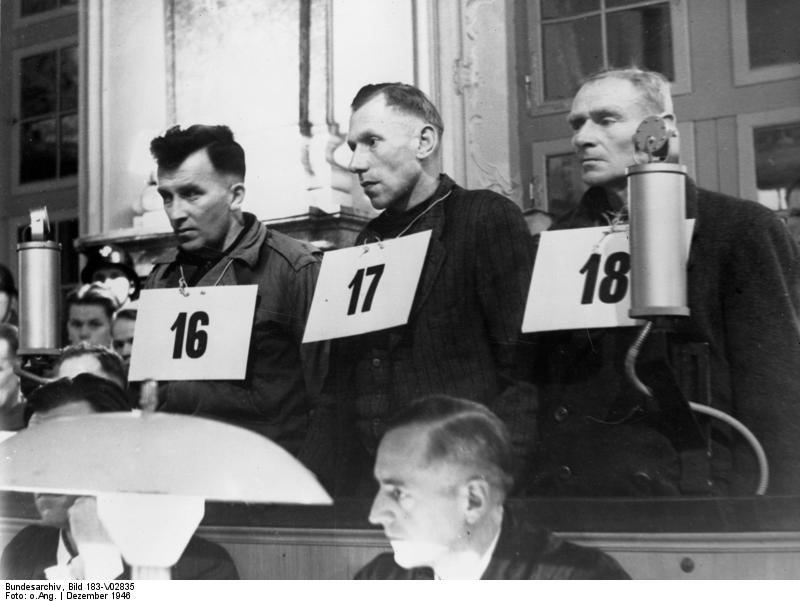
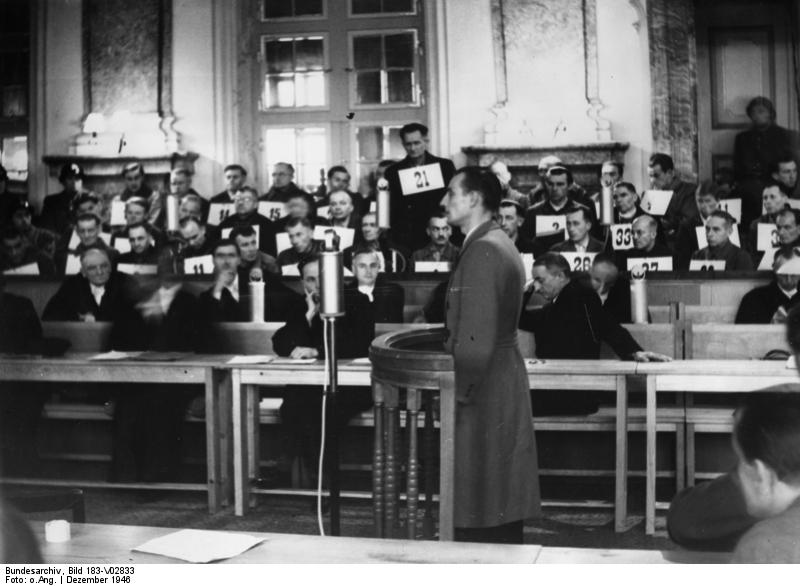

## Filmographie
- Judith Voelker, Les procès de Rastatt - Des criminels de guerre devant la justice française, Arte, 2020[4].